# Ukraine ved sommer-OL 2016
Ukraine deltog ved Sommer-OL 2016 i Rio de Janeiro som blev arrangeret i perioden 5. august til 21. august 2016.

## Medaljer
| 2016 Rio de Janeiro | Guld | Sølv | Bronze | Total |
| Ukraine             | 2    | 5    | 4      | 11    |

### Medaljevinderne
| Ukraine under sommer-OL 2016 i Rio de Janeiro | Ukraine under sommer-OL 2016 i Rio de Janeiro                | Ukraine under sommer-OL 2016 i Rio de Janeiro | Ukraine under sommer-OL 2016 i Rio de Janeiro | Ukraine under sommer-OL 2016 i Rio de Janeiro |
| Medalje                                       | Navn                                                         | Sport                                         | Event                                         | Dato                                          |
| --------------------------------------------- | ------------------------------------------------------------ | --------------------------------------------- | --------------------------------------------- | --------------------------------------------- |
| Guld                                          | Oleh Vernyayev                                               | Gymnastik                                     | Barre                                         | 16. august                                    |
| Guld                                          | Yuriy Cheban                                                 | Kano og kajak                                 | C-1 200 m                                     | 18. august                                    |
| Sølv                                          | Serhiy Kulish                                                | Skydning                                      | 10 m luftriffel                               | 8. august                                     |
| Sølv                                          | Oleg Vernyayev                                               | Gymnastik                                     | Artistisk individuel all-around               | 10. august                                    |
| Sølv                                          | Olha Kharlan Alina Komashchuk Olena Kravatska Olena Voronina | Fægtning                                      | Sabel, hold                                   | 13. august                                    |
| Sølv                                          | Zhan Beleniuk                                                | Brydning                                      | 85 kg                                         | 15. august                                    |
| Sølv                                          | Pavlo Tymoshchenko                                           | Moderne femkamp                               | Moderne femkamp                               | 20. august                                    |
| Bronze                                        | Olha Kharlan                                                 | Fægtning                                      | Sabel                                         | 8. august                                     |
| Bronze                                        | Bohdan Bondarenko                                            | Atletik                                       | Højdespring                                   | 16. august                                    |
| Bronze                                        | Dmytro Ianchuk Taras Mishchuk                                | Kano og kajak                                 | C-2 1000 m                                    | 20. august                                    |
| Bronze                                        | Ganna Rizatdinova                                            | Gymnastik                                     | Kvindernes rytmisk individuelle all-around    | 20. august                                    |